# Podkriváň
Podkriváň este o comună slovacă, aflată în districtul Detva din regiunea Banská Bystrica. Localitatea se află la altitudinea de 492 m deasupra n.m., se întinde pe o suprafață de 25,89 km2 și în 2017 număra 581 de locuitori.

## Istoric
Localitatea Podkriváň este atestată documentar din 1742.

## Demografie
| An:                | 1994 | 2004    | 2014   | 2024   |
| ------------------ | ---- | ------- | ------ | ------ |
| Număr de persoane: | 725  | 616     | 594    | 561    |
| Diferență:         |      | −15,03% | −3,57% | −5,55% |

| An:                | 2023 | 2024   |
| ------------------ | ---- | ------ |
| Număr de persoane: | 546  | 561    |
| Diferență:         |      | +2,74% |